# Fran Vieites
Francisco Barbosa Vieites, más conocido como Fran Vieites (Puentecesures, España, 7 de mayo de 1999), es un futbolista español ex guardameta del Real Betis Balompié de la Primera División de España. Actualmente se encuentra sin equipo. 

## Trayectoria
Es guardameta formado en las categorías inferiores del Bertamiráns FC hasta categoría cadete y en 2015 ingresaría en la cantera del Real Club Celta de Vigo para formar parte del Juvenil "B". Tras pasar por el Juvenil "A", en la temporada 2018-19 formaría parte del filial en la Segunda División B.
Durante la temporada 2019-20, jugó 15 partidos en Segunda B, logrando dejar la meta a cero en tres ocasiones en la categoría de bronce con el filial olívico, también formó parte de 12 convocatorias con el primer equipo.
El 8 de septiembre de 2020, firma con el CD Lugo de la Segunda División de España por cuatro temporadas.
En la temporada 2021-22, disputó 12 partidos en Segunda División con el CD Lugo.
El 18 de julio de 2022, firma por el Real Betis Balompié por casi 2 millones de euros y sería asignado al Betis Deportivo Balompié de la Segunda Federación.
Debutó con el Real Betis en la Primera División de España el 16 de septiembre de 2023, en la quinta jornada de la temporada 2023-24, en el partido disputado ante el Fútbol Club Barcelona en Montjuïc. Salió en la segunda parte, tras lesión de Rui Silva. Ese año, tras las lesiones de Rui Silva y Claudio Bravo, jugó su primer partido en el Benito Villamarín el 26 de noviembre de 2023, ante la Unión Deportiva Las Palmas, siendo uno de los más destacados del Betis. El partido acabó con victoria local por 1-0. En la temporada 2024-25 es inscrito en la Liga con ficha del primer equipo, siendo el portero titular de la competición regular en la rotación de Manuel Pellegrini tras la salida en el mercado invernal de Rui Silva y al no ser posible su inscripción para jugar la Conference League por falta de cupo, competición que acabó disputando Adrián San Miguel, su rival bajo palos esa campaña.
Tras los fichajes de Álvaro Valles y Pau López acometidos por el club verdiblanco, y después de no concretarse una salida en forma de cesión o traspaso a ningún otro equipo como vaticinaban algunos medios de comunicación, Vieites dejó de pertenecer al Real Betis el 12 de agosto de 2025 mediante la rescisión del contrato que lo vinculaba al club de Heliópolis, al cual le restaba un año de vigencia.

## Clubes
| Club                    | País   | Año       |
| ----------------------- | ------ | --------- |
| R. C. Celta de Vigo "B" | España | 2018-2020 |
| C. D. Lugo              | España | 2020-2022 |
| Betis Deportivo         | España | 2022-2024 |
| Real Betis Balompié     | España | 2024-2025 |